# 堡貝門利站
堡貝門利站（英語：Bromley-by-Bow tube station）是倫敦地鐵區域線和漢默史密斯及城市線的車站，位於東倫敦塔村區東部的堡貝門利。本站位於倫敦軌道運輸第2及3收費區。
本站於1858年3月31日由倫敦、提伯利及紹森德鐵路公司啟用。

## 歷史

### 倫敦、提伯利及紹森德鐵路站
1854年4月13日，倫敦、提伯利及紹森德鐵路首階段通車。當時堡至巴金一段鐵路需要向北繞經斯特拉福德和森林門才能抵達巴金。1858年，另一條更直接、由西至東直接穿過西漢姆和東漢姆地區的平行鐵路通車。這條鐵路既縮短了堡至巴金的行車時間，亦於西端連接倫敦及布萊克沃爾鐵路。同年3月31日，平行鐵路上的本站、普拉斯托站和東漢姆站啟用。當時本站的名稱是貝門利（Bromley）。
1869年5月18日，位於堡車站和貝門利鐵路交匯（位於本站以西）之間的聯絡線啟用。啟用後，聯絡線主要供貨運列車使用。儘管如此，北倫敦鐵路公司會每日於堡車站開出一班載客的穿梭列車，途經該聯絡線，直通運轉至倫敦、提伯利及紹森德鐵路，以普拉斯托站為總站。。1915年1月1日，北倫敦鐵路公司因一戰時經濟狀況取消了該列車服務。
由於愈來愈多乘客使用本站，鐵路公司於1892年開始籌劃於原有車站以西興建新車站。同年12月20日，本站發生大火，因此興建計劃得以提早於1893年展開。在工程中，貝門利鐵路交匯被西移110米，西移後的交匯與新建的一座信號器於1893年10月1日啟用。新車站設置於聖萊昂納茨街（St. Leonards Street，即現今布萊克沃爾隧道北面連接路）以西，並於1894年3月1日啟用。位於聖萊昂納茨街東側的舊車站隨即關閉。
1897年，倫敦、提伯利及紹森德鐵路公司與區域鐵路公司共同擁有的白教堂及堡鐵路公司獲准興建白教堂至貝門利鐵路交匯一段鐵路，以連接倫敦、提伯利及紹森德鐵路和區域鐵路。1902年6月2日，白教堂及堡鐵路通車。區域鐵路公司開始將部分列車服務延伸至東漢姆站，並於繁忙時間提供延伸到上敏斯特的列車服務。本站自此開始有區域鐵路服務，當時區域鐵路列車仍然使用蒸汽機車牽引。
1903-05年，倫敦、提伯利及紹森德鐵路公司逐步為本站至東漢姆站一段鐵路四軌化，並將其中兩軌電氣化。1905年9月，隨著區域鐵路全面電氣化，本站開始有電氣化列車服務。由於當時電氣化區間止於東漢姆站，區域鐵路列車東端總站亦為東漢姆站。1908年4月1日，隨著電氣化區間延伸至巴金，東端總站亦改為巴金站。
1912年倫敦、提伯利及紹森德鐵路公司被米德蘭鐵路公司收購。1923年1月1日，米德蘭鐵路公司與其他鐵路公司合併成倫敦、米德蘭和蘇格蘭鐵路公司。自此本站的城際列車服務改由倫敦、米德蘭和蘇格蘭鐵路公司提供。
1933年7月1日，區域鐵路公司被公有化，其資產轉移至政府成立的倫敦客運委員會。區域鐵路亦改稱區域線，自此倫敦客運委員會於本站提供區域線服務。
為了緩解區域線白教堂以東路段的擁擠情況，倫敦客運委員會於1936年將部分大都會線直通東倫敦線（漢默史密斯—新十字/新十字門）的列車服務改為直通區域線（漢默史密斯—巴金） 。自此本站開始提供前往漢默史密斯的列車服務。1939年11月，大都會線漢默史密斯—巴金的列車服務縮短為漢默史密斯—白教堂，同時阿克斯橋—阿爾德門的列車服務延長為阿克斯橋—巴金。
由於運作問題，倫敦客運委員會於1941年將大都會線列車服務重新改為漢默史密斯—巴金及阿克斯橋—阿爾德門。本站重新提供前往漢默史密斯的列車服務。

### 二戰後發展

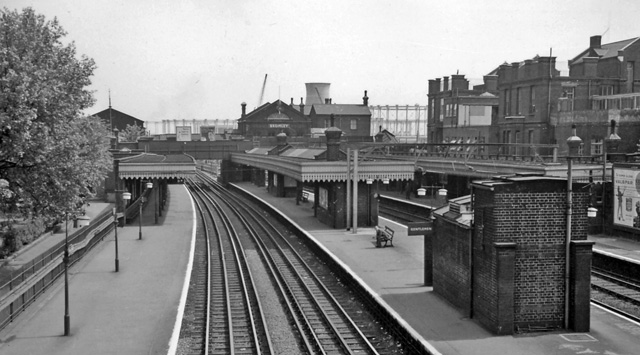
1961年時的貝門利站，背景為西漢姆發電站

1947年的列車時間表顯示全日只有數班城際列車服務本站。儘管如此，區域線列車服務則十分頻密，繁忙時間亦設有大都會線（漢默史密斯—巴金）服務。
1948年，倫敦、米德蘭和蘇格蘭鐵路公司被國有化，英國鐵路公司開始管理本站，並為本站提供城際列車服務。於1950年代早期，英國鐵路公司推出了一系列改善鐵路系統的計劃，計劃包括：
- 電氣化倫敦、提伯利及紹森德線，並更新信號系統
- 完全分離倫敦、提伯利及紹森德線及倫敦地鐵列車的運行軌道

以上計劃於1950年代後期至1960年代早期陸續實施。隨著鐵路電氣化，國鐵列車不再停靠霍恩徹奇、達格納姆東、貝肯翠、東漢姆、烏普頓公園、普拉斯托和本站。因此本站於1962年起不再提供國鐵列車服務。
1967年，英國鐵路為了避免乘客將本站與南倫敦布羅姆利區的布羅姆利（英文同樣為Bromley，當地設有布羅姆利南和布羅姆利北國鐵站）混淆，將本站站名改為堡貝門利（Bromley-by-Bow）。1969年，由於本站已長期只有倫敦地鐵列車使用，本站的經營權被轉移至倫敦地鐵。1970年2月，另一場大火導致1894年落成的站房被拆卸。新站房由英國鐵路公司建造，並於1972年6月11日啟用。
1990年7月30日，大都會線漢默史密斯至巴金的列車服務獲升格獨立成線，稱為漢默史密斯及城市線。本站亦因此成為漢默史密斯及城市線的車站。
2008年6月2日，一枚二戰時遺留的炸彈於本站東端附近的區域線 / 漢默史密斯及城市線鐵路上被發現，引致兩線列車延誤。
2018年，倫敦交通局為本站增設升降機，使本站成為第73個由車站出入口至月台均設有無障礙通道的車站

## 車站設施

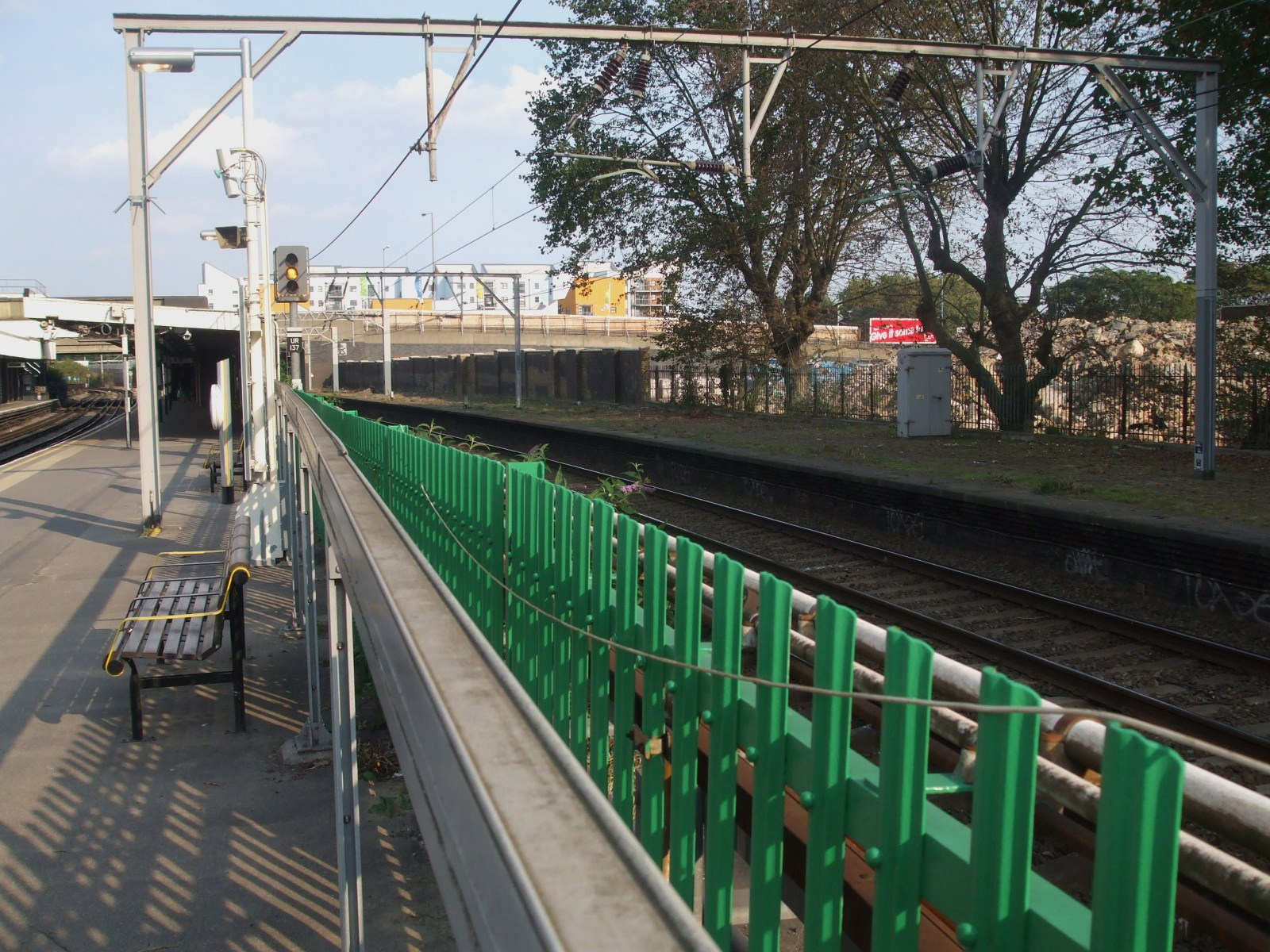
由西行月台向東望至1962年關閉的前倫敦、提伯利及紹森德線月台

本站為地面車站，有兩個由區域線和漢默史密斯及城市線共用的月台，分別供東、西行列車使用。1962年關閉的前倫敦、提伯利及紹森德線月台仍然位於原址。現時所有 c2c 國鐵列車均會過站不停。
本站東側上方有一條行車橋（布萊克沃爾隧道北面連接路）跨越月台。由於本站出入口直接設於橋上，並連接行車橋西側的行人路，因此該出入口位於月台上方。行車橋下方設有隧道供行人穿過馬路。乘客可以使用樓梯或升降機由出入口前往月台。本站並未設有扶手電梯。本站設有三個驗票閘口。
碼頭區輕便鐵路的德雲路站雖然鄰近本站西側，但倫敦交通局並沒有於這兩站間設立出閘轉乘機制，使用蠔卡或其他非接觸式支付系統於這兩站間轉綫，計算車資時會被視作兩程車程。然而，碼頭區輕便鐵路的堡教堂站與區域線 / 漢默史密斯及城市線的堡路站（本站西行下一站）設有出閘轉乘優惠，使用蠔卡或其他非接觸式支付系統在指定時間內於該兩站間轉綫，計算車資時會被視作一程車程。

## 列車服務
平日非繁忙時段服務本站的倫敦地鐵列車班次每小時為：

### 區域線
- 6班 西行 往奇蒙
- 6班 西行 往伊靈大道
- 3班 西行 往溫布頓
- 12班 東行 往上敏斯特

### 漢默史密斯及城市線
- 6班 西行 往漢默史密斯
- 6班 東行 往柏京

## 接駁交通
倫敦巴士323、488和D8均途經本站。

## 外部連結
- 倫敦交通局的相片集
- 本站於2008-2020年的相片，包括翻新工程前後相片 （页面存档备份，存于）

51°31′29″N 0°00′41″W / 51.52472°N 0.01139°W